# 歐亞航空
歐亞航空公司（Eurasia Aviation Corporation）是一个中國已結業航空公司，总部在上海，为一家中国和德国合营的企业。1931年2月由中华民国国民政府交通部和德意志汉莎航空合作成立。
中華民國交通部将歐亞航空定为国有 使用容克斯W33作为主要机型。 ，也有使用10架Ju 52，以及不明數量的容克F-13型客機
歐亞航空和中國航空（中美合資）為中日戰爭前中國兩大航空公司，飛行員都是德國人，空中服務員早期也是歐美女性，後來才有中國女性加入。

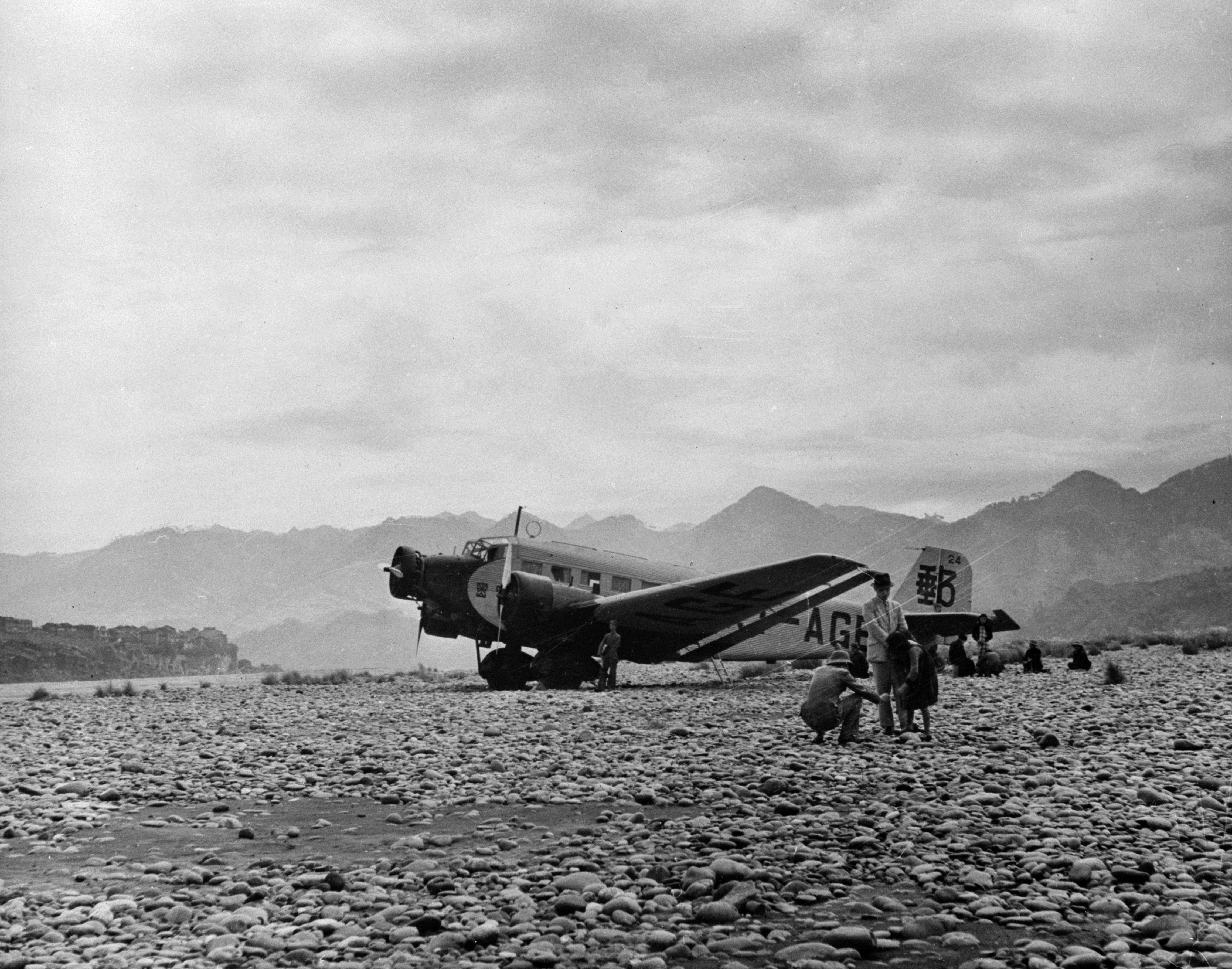
歐亞航空的德製Ju 52客機在中國機場

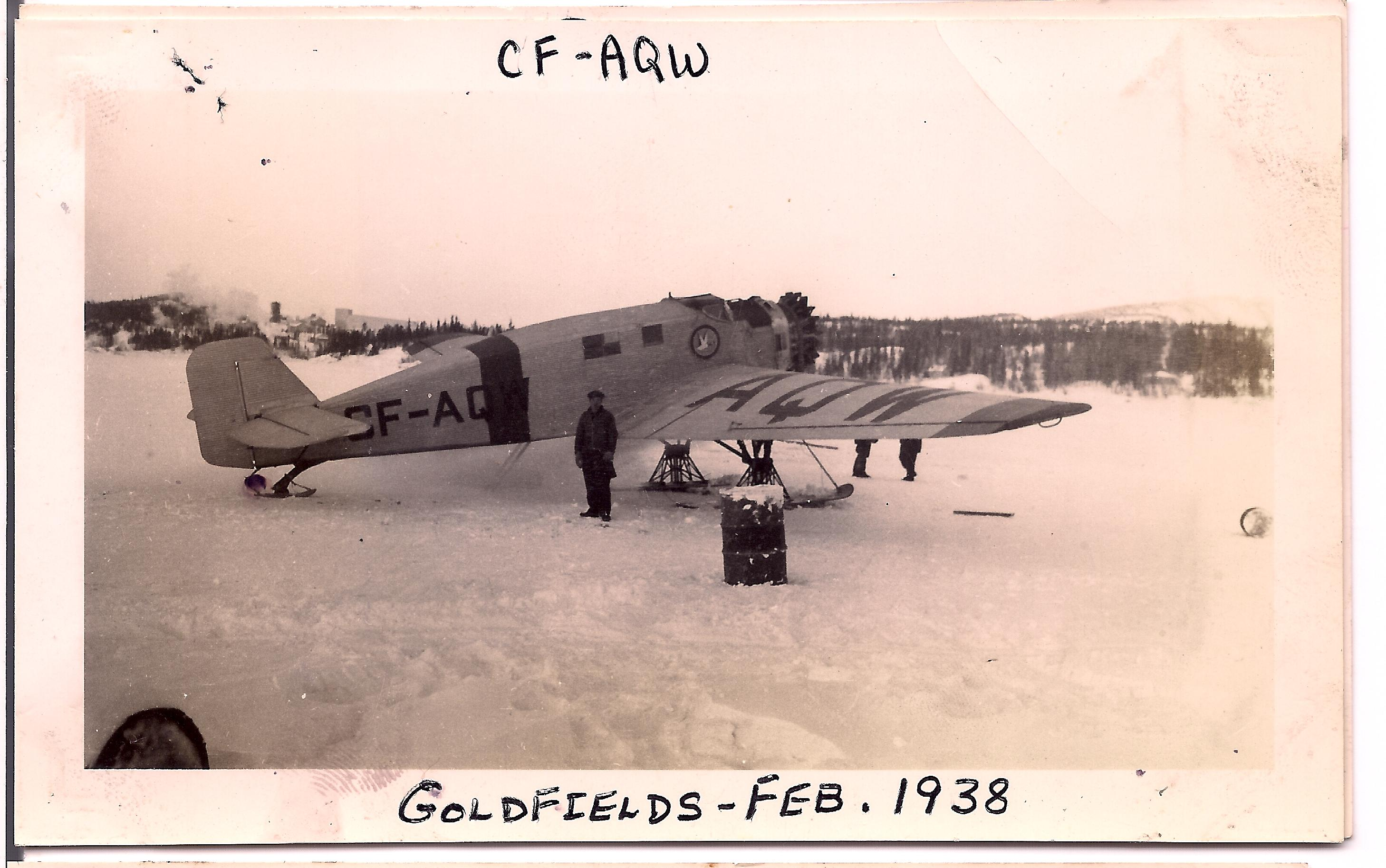
容克斯W33客機

## 航線
歐亞航空如同其名，初期計畫經營中國至歐洲的航線，欧亚航空公司最初原计划开辟一条柏林至上海的航线。1930年冬，由该公司订购的两架容克斯W33型飞机由德国飞行员驾驶从柏林经苏联境内飞往上海，中途降落在迪化（中共建政後改称乌鲁木齐）南梁红雁池东的一块平地上，这是首次有飞机降落新疆。1933年6月，欧亚航空公司开通了上海至迪化（今乌鲁木齐）的定期航班，这条航线长达2500公里，是当时中国民航业开辟的最长的航线。欧亚航空公司計畫經營中國至歐洲的航線，但发现困难重重。其中在規劃經蘇聯領空的航線時，因為蘇聯政府缺乏意願，又有九一八事變等政治因素而無法完成。最終歐亞航空以中國國內航線為主，尤其是運送航空郵件，因此其飛機上多有「郵」字記號。
歐亞航空主要經營以下三條航線：
1. 北平-綏遠-寧夏-蘭州-西安
2. 上海-南京-鄭州-西安-漢中-成都-昆明
3. 北平-太原-鄭州-長沙-廣州-香港

## 結局
1937年7月7日，中日戰爭爆發，歐亞航空總部內遷西安但面臨經營困難，1941年7月，中德斷交，歐亞航空名存實亡，德國籍員工回國，1943年，歐亞航空被正式解散，其客機被國民政府接收並用於運送軍用物資直至報廢。

## 扩展阅读
- Moeller, Peter and Larry D. Sall. Eurasia Aviation Corporation - A German-Chinese Airline in China and its Airmail 1931-1943. 2007.

## 外部連結
- 中德合办欧亚航空邮运股份有限公司章程（页面存档备份，存于），上海市地方志辦公室